# Андрей Рубльов (тенисист)
Андрей Андреевич Рубльов е руски тенисист.

## Биография
Андрей Андреевич Рублёв е роден на 20 октомври 1997 г. в Москва, Русия, в семейството на Андрей Рубльов-старши, професионален боксьор, впоследствие управител на ресторант, и Марина Маренко (по баща Тюракова), треньор по тенис в тенис клуб „Спартак“. Майка му е работила с Анна Курникова и получава медал „За заслуги към отечеството“ през 2009 г. Тя е и майка на Анна Арина Маренко, по-голямата полусестра на Рубльов и бивша професионална тенисистка.
Рубльов има австрийски произход по бащина линия, чрез баба си Лариса Генриховна Рубльова. Баба  му и дядо му по бащина линия са го отгледали като дете по пет дни в седмицата, докато навърши 15 години. Неговият дядо по майчина линия Андрей Фьодорович Тюраков е бил треньор по гръко-римска борба, аматьор тенисист и партньор на двойки на Борис Собкин, треньор на професионалния тенисист Михаил Южни и спаринг партньор на шампионката от Големия шлем на двойки Олга Морозова.

## Кариера

### Младша кариера
Андрей Рубльов дебютира в Люксембург на 13-годишна възраст, като печели първата си победа във второто си участие във Финикс. През следващите години Рубльов успява да се изкачи до трети кръг на сингъл, а през декември 2012 г. печели едно от най-добрите състезания за юноши, Ориндж Боу.

### Професионална кариера
Андрей Рубльов дебютира на България Ф6 Фючърс, като достига четвъртфиналите. 15-годишен той достига първия си финал на ITF Фючърс през 2013 г. в Минск, Беларус. Записва първата си победа на САЩ Ф31 Фючърс в Брейдънтън, Флорида.
През 2014 г. той стартира в Казахстан, достига съответно до полуфинал и финал в двата турнира на Фючърс в Актобе. В последния той побеждава беларусина Яраслав Шила за втората си титла. Рубльов достига финала на чешкия Ф1 Фючърс на двойки, като си партнира с поляка Андрей Капаш, и продължава успеха си в руския Ф3 Фючърс в Москва, ставайки шампион на сингъл и подгласник в състезанието на двойки.

### Стил на игра
Андрей Рубльов е офанзивен бейслайнер с силен форхенд – любимият му удар, и има опасен и постоянен бекхенд с две ръце. Неговият форхенд при тичане е особено смъртоносен поради неговата последователност и комфорт при удара, правейки много пасиращи удари с него. Въпреки силата си, Рубльов често е хипер-агресивен и може да влезе в ситуации, в които прави последователни непредизвикани грешки, причинявайки си технически и психически затруднения. Демонстрира и периоди, когато форхендът му е неуловим. Той заявява, че няма предпочитания към определена тенис настилка.
Рубльов има мощен първи сервис, който често достига 200+ км/ч (125+ мили/ч). Вторият му сервис не е впечатляващ поради големия брой двойни грешки, които прави по време на мачовете, както и поради това, че е много по-бавен от първия му сервис. През 2020 г. Евгени Кафелников казва следното за играта на Рубльов: „Мисля, че цялата му игра просто има някои елементи на играта на юношески тенис, удряйки топката все по-силно и по-силно. Ако той се подобри в тези две части, работата с крака и втория сервис, цялата му игра ще се промени.“

## Кариерна статистика

#### Титли оттурнири от сериите Мастърс(2)
| година | турнир              | съперник във финала | резултат      |
| ------ | ------------------- | ------------------- | ------------- |
| 2023   | Монте Карло Мастърс | Холгер Руне         | 5–7, 6–2, 7–5 |
| 2024   | Мадрид Оупън        | Феликс Оже-Алиасим  | 4–6, 7–5, 7–5 |

#### Финали натурнири от сериите Мастърс(4)
| година | турнир              | съперник във финала | резултат            |
| ------ | ------------------- | ------------------- | ------------------- |
| 2021   | Монте Карло Мастърс | Стефанос Циципас    | 3–6, 3–6            |
| 2021   | Синсинати Оупън     | Александър Зверев   | 2–6, 3–6            |
| 2023   | Шанхай Мастърс      | Хуберт Хуркач       | 3–6, 6–3, 6–7(8–10) |
| 2024   | Канада Оупън        | Алексей Попирин     | 2–6, 4–6            |

### ATP финали (17 титли; 27 финала)
|        | П–З   | Година | Турнир                | Клас         | Настилка   | Опонент             | Резултат            |
| ------ | ----- | ------ | --------------------- | ------------ | ---------- | ------------------- | ------------------- |
| Победа | 1–0   | 2017   | Хърватия Оупън        | 250 серии    | Клей       | Паоло Лоренци       | 6–4, 6–2            |
| Загуба | 1–1   | 2018   | ATP Катар Оупън       | 250 серии    | Твърда     | Гаел Монфис         | 2–6, 3–6            |
| Загуба | 1–2   | 2019   | Германия Оупън        | 500 серии    | Клей       | Николоз Басилашвили | 5–7, 6–4, 3–6       |
| Победа | 2–2   | 2019   | Купа на Кремъл        | 250 серии    | Твърда (з) | Адриан Манарино     | 6–4, 6–0            |
| Победа | 3–2   | 2020   | ATP Катар Оупън       | 250 серии    | Твърда     | Корентин Муте       | 6–2, 7–6(7–3)       |
| Победа | 4–2   | 2020   | Аделаида Интернешънъл | 250 серии    | Твърда     | Лойд Харис          | 6–3, 6–0            |
| Победа | 5–2   | 2020   | Германия Оупън        | 500 серии    | Клей       | Стефанос Циципас    | 6–4, 3–6, 7–5       |
| Победа | 6–2   | 2020   | Санкт Петербург Оупън | 500 серии    | Твърда (з) | Борна Чорич         | 7–6(7–5), 6–4       |
| Победа | 7–2   | 2020   | Виена Оупън           | 500 серии    | Твърда (з) | Лоренцо Сонего      | 6–4, 6–4            |
| Победа | 8–2   | 2021   | Ротердам Оупън        | 500 серии    | Твърда (з) | Мартон Фучович      | 7–6(7–4), 6–4       |
| Загуба | 8–3   | 2021   | Монте Карло Мастърс   | Мастърс 1000 | Клей       | Стефанос Циципас    | 3–6, 3–6            |
| Загуба | 8–4   | 2021   | Хале Оупън            | 500 серии    | Трева      | Юго Умбер           | 3–6, 6–7(4–7)       |
| Загуба | 8–5   | 2021   | Синсинати Оупън       | Мастърс 1000 | Твърда     | Александър Зверев   | 2–6, 3–6            |
| Победа | 9–5   | 2022   | Оупън 13              | 250 серии    | Твърда (з) | Феликс Оже-Алиасим  | 7–5, 7–6(7–4)       |
| Победа | 10–5  | 2022   | Дубай Чемпиъншипс     | 500 серии    | Твърда     | Иржи Весели         | 6–3, 6–4            |
| Победа | 11–5  | 2022   | Сърбия Оупън          | 250 серии    | Клей       | Новак Джокович      | 6–2, 6–7(4–7), 6–0  |
| Победа | 12–5  | 2022   | Хихон Оупън           | 250 серии    | Твърда (з) | Себастиан Корда     | 6–2, 6–3            |
| Загуба | 12–6  | 2023   | Дубай Чемпиъншипс     | 500 серии    | Твърда     | Даниил Медведев     | 2–6, 2–6            |
| Победа | 13–6  | 2023   | Монте Карло Мастърс   | Мастърс 1000 | Клей       | Холгер Руне         | 5–7, 6–2, 7–5       |
| Загуба | 13–7  | 2023   | Сръбска Оупън         | 250 серии    | Клей       | Душан Лайович       | 3–6, 6–4, 4–6       |
| Загуба | 13–8  | 2023   | Хале Оупън            | 500 серии    | Трева      | Александър Бублик   | 3–6, 6–3, 3–6       |
| Победа | 14–8  | 2023   | Швеция Оупън          | 250 серии    | Клей       | Каспер Рууд         | 7–6(7–3), 6–0       |
| Загуба | 14–9  | 2023   | Шанхай Мастърс        | Мастърс 1000 | Твърда     | Хуберт Хуркач       | 3–6, 6–3, 6–7(8–10) |
| Победа | 15–9  | 2024   | Хонконг Оупън         | 250 серии    | Твърда     | Емил Руусувуори     | 6–4, 6–4            |
| Победа | 16–9  | 2024   | Мадрид Оупън          | Мастърс 1000 | Клей       | Феликс Оже-Алиасим  | 4–6, 7–5, 7–5       |
| Загуба | 16–10 | 2024   | Канада Оупън          | Мастърс 1000 | Твърда     | Алексей Попирин     | 2–6, 4–6            |
| Победа | 17–10 | 2025   | ATP Катар Оупън       | 500 серии    | Твърда     | Джак Дрейпър        | 7–5, 5–7, 6–1       |